# مدينة الأفق: ملحمة أمريكية – الفصل الأول
مدينة الأفق: الملحمة الأمريكية – الفصل الأول (بالإنجليزية: Horizon: An American Saga – Chapter 1) هو فيلم ملحمي من نوع الغرب الأمريكي صدر في 2024 من إخراج وإنتاج كيفن كوستنر، الذي شارك أيضًا في كتابة السيناريو مع جون بيرد ومارك كاسدان.
يعد الفيلم الجزء الأول من سلسلة تحمل نفس الاسم ويضم مجموعة من النجوم مثل كيفن كوستنر، سينا ميلير، سام ورذينجتن، وجيوفاني ريبيسي. عُرض لأول مرة في مهرجان كان السينمائي في مايو 2024، وحقق إيرادات بلغت 34 مليون دولار عالميًا، رغم تلقيه ردود فعل متباينة وفشله في شباك التذاكر.
من المقرر عرض الجزء الثاني في مهرجان البندقية السينمائي، مع إطلاقه لاحقًا في 2024، بينما بدأ تصوير الجزء الثالث، ويجري تطوير الجزء الرابع.

## نبذة عن أحداث الفيلم
في عام 1859، في وادي سان بيدرو بجنوب شرق إقليم أريزونا، بدأت مجموعتان من المساحين بوضع علامات على جانبي نهر سان بيدرو، مُحددةً الأراضي الزراعية للمدينة الحدودية القادمة، "هورايزون". بعد فترة وجيزة، قام مبشر يُدعى ديسماريس، أثناء بحثه عن هورايزون باستخدام ملصق دعائي، باكتشاف مقتل جميع أعضاء فرق المسح الثلاثة على يد مجموعة من الأباتشي الغربيين. قام ديسماريس بدفن الجثث وأسس مدينة هورايزون.
بحلول عام 1863، أصبحت هورايزون مسكناً لمستوطنين أمريكيين، لكنها تعرضت لهجوم عنيف من الأباتشي بقيادة محارب يدعى بيونسيناي، مما أسفر عن مقتل عدد كبير من السكان، بما في ذلك زوج وابن فرانسيس كيتريدج. خلال هذا الهجوم، تمكن صبي يُدعى راسل جانز من الفرار لتنبيه الجيش في حصن بوى القريب. وفيما بعد، نشب خلاف بين بيونسيناي وزعيم قبيلته توايسيه؛ إذ كان بيونسيناي يعتقد أن المستوطنين سيقومون بطردهم، بينما كان توايسيه يؤمن بإمكانية التعايش ويدين أفعال بيونسيناي. وعلى إثر ذلك، غادر بيونسيناي مع عصابته ليتابعوا هجماتهم على المستوطنين.
في إحدى محطات التجارة، اكتشف جاني أن بيونسيناي هو المسؤول عن الغارات. وحين حاول زملاء جاني ترهيب رجل من السكان الأصليين، تمكن جاني والتاجر من تهدئة الموقف. ومع قلة النتائج في تعقب عصابة بيونسيناي، قررت المجموعة مهاجمة أي قرية أباتشي تعترض طريقها. وعندما علموا بوجود قرية أباتشي تونتو قريبة، انتظروا حتى غادر صيادو القرية، ثم ذبحوا النساء والأطفال وكبار السن، وأخذوا فروات رؤوسهم، وهو ما أثار رعب راسل. وغادروا قبل أن يتمكن الصيادون من العودة، لكن تداعيات أفعالهم سرعان ما انتشرت في جميع أنحاء المنطقة.

## الإنتاج
بدأ كوستنر تطوير فيلم "هورايزون" كفيلم مستقل منذ عام 1988، وطرح المشروع لاحقًا على شركة أفلام والت ديزني بعد نجاح فيلمه المدى المفتوح في 2003.
في يناير 2022، تم الإعلان عن تولي كوستنر إخراج وإنتاج الفيلم، إضافة إلى التمثيل فيه. انضمّت شركتا وارنر برذرز بيكتشرز ونيو لاين سينما إلى المشروع في أبريل لتوزيعه. صرّح كوستنر في يونيو 2022 بأنه يخطط لتحويل الفكرة إلى سلسلة من أربعة أفلام، وأنه يتوقع إشراك أكثر من 170 ممثلاً في العمل. بدأ تصوير الجزء الأول في جنوب يوتا في 29 أغسطس 2022 وانتهى في نوفمبر من نفس العام.

## وصلات خارجية
- مدينة الأفق: ملحمة أمريكية – الفصل الأول على موقع IMDb (الإنجليزية)
- مدينة الأفق: ملحمة أمريكية – الفصل الأول على موقع ميتاكريتيك (الإنجليزية)
- مدينة الأفق: ملحمة أمريكية – الفصل الأول على موقع روتن توميتوز (الإنجليزية)
- مدينة الأفق: ملحمة أمريكية – الفصل الأول على موقع ألو سيني (الفرنسية)
- مدينة الأفق: ملحمة أمريكية – الفصل الأول على موقع فيلمافينيتي (الإسبانية)
- مدينة الأفق: ملحمة أمريكية – الفصل الأول على موقع قاعدة بيانات الأفلام السويدية (السويدية)
- مدينة الأفق: ملحمة أمريكية – الفصل الأول على موقع قاعدة بيانات الفيلم (الإنجليزية)
- مدينة الأفق: ملحمة أمريكية – الفصل الأول على موقع ليتربوكسد (الإنجليزية)
- مدينة الأفق: ملحمة أمريكية – الفصل الأول على موقع كينوبويسك (الروسية)